# Eupropacris abbreviata
Eupropacris abbreviata är en insektsart som beskrevs av Miller, N.C.E. 1929. Eupropacris abbreviata ingår i släktet Eupropacris och familjen gräshoppor. Inga underarter finns listade i Catalogue of Life.